# Jean Brunet (dominicain)
Pour les articles homonymes, voir Jean Brunet et Brunet.
Jean Brunet est un dominicain français du XVIIIe siècle.

## Biographie
Il a publié les Lettres de milady Worrthly Montaigu, traduit de l'anglais, Paris, 1765, 2 part. in-12. On lui doit encore un ouvrage plus conforme à son état, L'Abrégé des libertés de l'Église gallicane, avec des réflexions et des preuves. qui en démontrent la pratique et la justice, Genève et Paris, 1765, in-12. 

## Pour approfondir